# Schlacht von Albulena (1457)
Albanische Revolte – Torvioll – Mokra I – Otonetë – Oranik I – Svetigrad – Kruja I – Modrič – Meçad I – Pollog – Berat – Oranik II – Albulena – Mokra II – Mazedonien – Ohrid – Vaikal – Meçad II – Vaikal – Kashari – Kruja II – Kruja III – Kruja IV

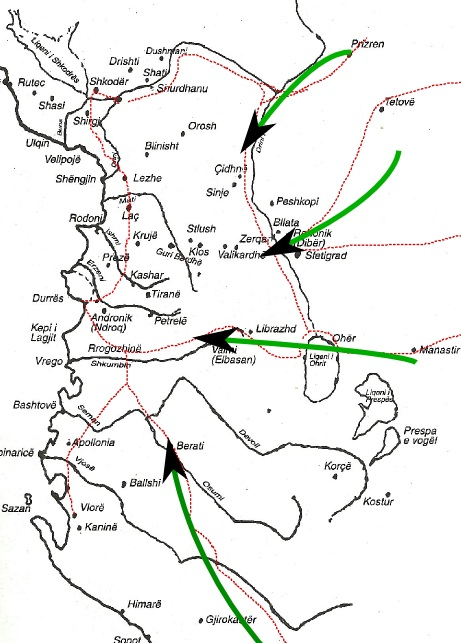
Die Hauptrouten der osmanischen Truppen nach Albanien

Die Schlacht von Albulena, auch bekannt als Schlacht von Ujëbardha, wurde am 2. September 1457 zwischen dem christlichen Verteidigungsbündnis der Liga von Lezha, unter Führung des albanischen Fürsten Gjergj Kastrioti (genannt Skanderbeg), und der osmanischen Armee des Sultans Mehmed II., genannt Vater der Eroberung, unter operativem Kommando von Isak Bey Evrenoz, im Norden des heutigen Albaniens ausgetragen.

## Strategische Voraussetzungen
Gjergj Kastrioti, Sohn des albanischen Fürsten Gjon Kastrioti, wurde in jungen Jahren an den osmanischen Hof gegeben, wo er eine militärische Ausbildung erhielt, zum Islam übertrat und als Offizier in der osmanischen Armee diente, bevor er durch einen Hinterhalt in seine Heimat zurückkehrte und den Aufstand gegen das Osmanischen Reiches im Jahre 1444 mit der Gründung der Liga von Lezha organisierte.
Die zweite Schlacht auf dem Amselfeld im Jahre 1448 endete bereits in einer Niederlage für die römisch-katholische Koalition unter dem ungarischen Heeresführer Johann Hunyadi, als die militärische Unterstützung der Liga von Lezha noch auf dem Weg zum Schlachtfeld war.
Seit 1450 befand sich die strategisch wichtige Festungsstadt Berat, im Süden Albaniens gelegen, unter osmanischer Kontrolle. Mit dem Ausgang der Belagerung von Berat 1455 scheiterte die Rückeroberung der Festung.
Alfons V. von Aragon, der wichtigste Verbündete von Gjergj Kastrioti, erlitt ebenfalls militärische Rückschläge in seiner mediterranen Expansionspolitik und war somit nicht in der Lage Hilfe zu leisten.
Taktisch gesehen befand sich die Liga in einer sehr ungünstigen Position: Aufgrund gefestigter militärischer Präsenz der Osmanen nördlich (Amselfeld) und südlich (Berat) der Grenzen des Herrschaftsgebietes der Liga von Lezha, einer aus dem Osten anrückenden türkischen Armee und der adriatischen Küste im Westen, drohte die Einkesselung durch eine zahlenmäßig weit überlegene türkische Streitmacht. In diesem Szenario hätte nichts die Osmanen an der Landung in Italien und der weiteren Eroberung Europas gehindert.

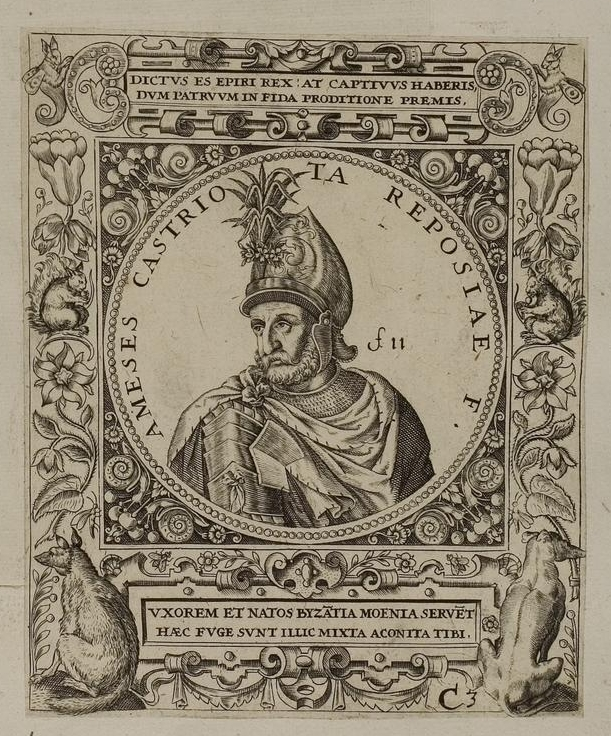
Hamza Kastrioti

Sultan Mehmed II. vertraute das operative Kommando Isak Bey Evrenoz an, der vom Überläufer Hamza Kastrioti, Sohn von Reposh Kastrioti, der Bruder von Gjergj Kastrioti, unterstützt wurde. Isak Bey Evrenoz war ein erfahrener Feldherr, der bereits die antitürkische Rebellion von Gjon Kastrioti I., dem Vater von Gjergj Kastrioti, 1430 erfolgreich zerschlagen hatte und die osmanische Gegenoffensive bei der Belagerung von Berat 1455 anführte. Hamza Kastrioti, ein Neffe von Gjergj Kastrioti, der als sein bester Offizier galt, bevor er desertierte, brachte Erfahrungen und Kenntnisse über die Taktiken der Liga von Lezha mit.
Zwischen 50.000 und 80.000 Mann standen den osmanischen Streitkräften zur Verfügung. Armeen dieser Größe wurden in der Regel von einem Sultan direkt befehligt, weswegen man auf albanischer Seite davon ausging, dass Mehmed II. persönlich den Feldzug anführen würde. Den Albanern standen zur Verteidigung lediglich 8000 bis 10.000 Mann bereit.
Die Kampfmoral der Albaner konnte jedoch vor der Schlacht, durch das Versprechen von Papst Kalixt III., die Liga von Lezha finanziell und militärisch zu unterstützen, wiederhergestellt werden.

## Verlauf
Ende Mai 1457 wurde eine große osmanische Armee, in Richtung Albanien marschierend, gesichtet. Gjergj Kastrioti schrieb einen Brief an Papst Kalixt III., mit dem er ihn über die Ankunft der osmanischen Armee informierte und um materielle und militärische Hilfe bat. Der Papst versprach darauf die Entsendung einer Flotte von Kriegsschiffen, die nie ankam und im Landkrieg nutzlos gewesen wäre. Die Soldaten der Liga von Lezha waren im Kampf gegen die Osmanen auf sich alleine gestellt.
Die osmanische Armee marschierte in mehreren Gruppen nach Albanien ein. Als erste militärische Abteilung trafen osmanische Sturmreiter, die durch die östliche Grenzstadt Dibra marschierten, ein. Als die osmanische Hauptstreitkraft eintraf, waren die Albaner nicht in der Lage Widerstand zu leisten und zogen sich zurück. Da Gjergj Kastrioti sich bewusst war, dass Isak Bey Evrenoz und Hamza Kastrioti seine Taktiken und das albanische Terrain gut kannten, entschied er sich für neue militärische Mittel. In der Regel lockte er seinen Feind in eine Falle und griff anschließend aus dem Hinterhalt an. Seine neue Taktik ähnelte der alten sehr, jedoch entschied er sich diesmal, das Schlachtfeld auf eine andere Weise zu betreten.
Um eine Verfolgung seitens der Osmanen unmöglich zu machen, befahl Gjergj Kastrioti seinen Truppen, sich in mehrere Gruppen aufzuteilen und sich durch die Berge in verschiedene Richtungen zu streuen. Ein Angriff auf die Osmanen oder die Vereinigung seiner Truppen war ausdrücklich nur auf seinen Befehl erlaubt. Die albanischen Soldaten wurden von der lokalen Bevölkerung versorgt, die auch Vorratslager anlegte.
Die Osmanen marschierten, von Dibra ausgehend und auf dem Weg zur albanischen Hauptfestung Kruja, in Mat ein und plünderten dabei albanische Dörfer, während sich Gjergj Kastrioti auf parallelen Routen westwärts bewegte. Isak Bey Evrenoz entschied sich, die Festung von Kruja nicht zu belagern und hielt nördlich des Berges Tumenishta (heute bekannt als Skanderbeggebirge) an, um dort auf die Ankunft der albanischen Truppen zu warten. Diese Region wurde Albulena (albanisch: Ujë i Bardhë; deutsch: Weißes Wasser) genannt und befindet sich südlich der heutigen Stadt Laç. Da Tumenishta als albanische Hauptbasis während der ersten Belagerung von Kruja diente, erwarteten dort die Osmanen einen albanischen Angriff und bauten deswegen die nördliche Verteidigungslinie (Blickrichtung Kruja) ihres Feldlagers aus, während die östliche Flanke (Blickrichtung Tumenishta) weiterhin nur schwach verteidigt wurde.
Durch die andauernde Abwesenheit der albanischen Armee breitete sich bei den Türken die Meinung aus, dass die Liga von Lezha, eingeschüchtert durch die osmanische Übermacht, sich keiner Schlacht stellen wollte und auf der Flucht befand.
Ein Botschafter wurde nach Rom entsandt, um dem Papst zu erklären, dass Albanien von den Osmanen erobert wurde und die Hilfe des Vatikans benötigte, um eine Vertreibung der Osmanen aus Albanien zu erreichen. Erst am 17. September 1457 erhielt Gjergj Kastrioti von Papst Kalixt III. per Brief die Antwort, dass finanzielle und militärische Ressourcen zur Unterstützung des Kreuzzugs, wie er die gewalttätige Auseinandersetzung mit den Osmanen nannte, unterwegs waren.
Den Osmanen war die unmittelbare Anwesenheit der Albaner bis zum letzten Moment unbekannt, da die lokale Bevölkerung ihrem Fürsten Gjergj Kastrioti die Treue hielt und die Positionen der albanischen Streitkräfte nicht verriet. Vor der Schlacht wurde den albanischen Truppen befohlen sich neu zu formieren, ohne dabei von den Osmanen entdeckt zu werden. Sie versammelten sich auf der bewaldeten Hügelgruppe des Berges Tumenishta, gegenüber der schwächsten Stelle der osmanischen Verteidigungslinien, um am 2. September 1457 in drei Angriffslinien das osmanische Feldlager zu stürmen.
Mit seinen engsten Vertrauensleuten stieg Gjergj Kastrioti auf einen der umgebenden Gipfel und beobachtete das türkische Feldlager, um deren Kampfbereitschaft auszukunden. Dabei stellte man fest, dass die osmanische Armee sich ausruhte und keine Schlacht erwartete. Beim Abstieg wurden sie von osmanischen Wachposten entdeckt, die verfolgt und vor dem Erreichen der türkischen Basis vernichtet wurden. Einem gelang doch das Erreichen des Feldlagers, wo er alarmierend vor der Ankunft der Liga von Lezha warnte. Um das Überraschungsmoment dennoch nutzen zu können, befahl Gjergj Kastrioti den sofortigen Angriff.
Begleitet vom lauten Geräusch des metallischen Gefechtslärms stürmten die albanischen Truppen das Feldlager der für den Kampf unvorbereiteten Türken, die vom Angriff total überrascht wurden.
Nach einer Serie von Angriffen der albanischen Armbrustschützen, Infanterie und Kavallerie wurden die Osmanen in das Zentrum ihres Lagers gedrängt. Als die osmanische Armee von albanischen Soldaten umzingelt wurde, geriet sie in Panik und wurde infolgedessen aufgerieben. Isak Bey Evrenoz schaffte es, fliehend das Schlachtfeld zu verlassen.
Nach der Schlacht waren 15.000 bis 30.000 Tote und Verwundete auf Seiten der Türken zu beklagen. Weitere 15.000 gingen in die Kriegsgefangenschaft, darunter auch Hamza Kastrioti. 24 osmanische Standarten fielen in die Hände der Albaner. Die gefallenen albanischen Soldaten wurden in der St. Marienkirche des umliegenden Dorfes Shëmri beerdigt.
Ein Verhandler der Osmanen wurde geschickt, um die Übergabe der osmanischen Standarten und die Freilassung von 40 hochrangigen Gefangen auszuhandeln. Er versuchte auch einen Waffenstillstand zwischen Gjergj Kastrioti und Sultan Mehmed II. zu realisieren. Dies scheiterte, da die albanische Seite als Bedingung für eine Waffenruhe die Rückgabe von Svetigrad und Berat, die 1448 und 1450 von den Osmanen erobert wurden, forderte.

## Folgen
Die Schlacht von Albulena war von hoher Bedeutung für den christlichen Widerstand gegen die Osmanen an der südöstlichen Flanke Europas. Franz Babinger, ein Historiker auf dem Gebiet des Osmanischen Reiches, beschreibt den Ausgang der Schlacht als den brillantesten Sieg von Gjergj Kastrioti. Papst Kalixt III. ernannte Gjergj Kastrioti, einen Tag vor Heiligabend des Jahres 1457, zum Kapitän-General der römischen Kurie und Kapitän-General des heiligen Stuhls. Für seine besonderen Verdienste in der Verteidigung des Christentums gegen die Osmanen vergab er ihm zusätzlich den Ehrentitel Athleta Christi (lateinisch Verteidiger des Christentums).
Die Schlacht von Albulena stärkte die Moral der albanischen Armee nachhaltig. Von nun an kamen Deserteure und Überläufer, wie Hamza Kastrioti es war, wenn überhaupt, nur sehr selten vor. Dieser Sieg war ein Wendepunkt im Verlauf des albanisch-türkischen Kriegs und stellte die Weichen für die 1460 vereinbarte dreijährige Waffenruhe zwischen der Liga von Lezha und dem Osmanischen Reich. In diesem friedlichen Zeitraum startete die militärische Expedition von Gjergj Kastrioti nach Italien, um Ferdinand I. von Neapel, Sohn und Thronfolger von Alfons V., bei der Rückeroberung der verlorenen Gebiete des Königreichs Neapel behilflich zu sein.

## Ehrungen und Gedenken
Albulena ist ein verbreiteter weiblicher Vorname unter den Albanern und ein Synonym für Freiheit und Sieg. Der Schlacht ist ein heute noch beliebtes folkloristisches Volkslied, das als musikalischer Ausdruck des albanischen Patriotismus gilt, gewidmet.